# Poezd miloserdija
Poezd miloserdija (Поезд милосердия) è un film del 1964 diretto da Iskander Abdurachmanovič Chamraev.